# (281) Lucretia
(281) Lucretia es un asteroide perteneciente al cinturón de asteroides descubierto el 31 de octubre de 1888 por Johann Palisa desde el observatorio de Viena, Austria.
Está nombrado en honor de la astrónoma alemana Lucretia Caroline Herschel (1750-1848) y forma parte de la familia asteroidal de Flora.